# Leptochiton bergenhayni
Leptochiton bergenhayni is een keverslakkensoort uit de familie van de Leptochitonidae. De wetenschappelijke naam van de soort is voor het eerst geldig gepubliceerd in 2011 door Saito.